# Anita Studer
Anita Studer (Brienz, 26 de febrero de 1944) es una  ornitóloga y ecologista suiza.
Desde 1980, está dedicada activamente a salvar un bosque en el noreste de Brasil. Nacida en Brienz, a la edad de 12 años se trasladó con su familia a Ginebra. Visitó Brasil por primera vez en 1976 para observar su rica variedad de aves. A su regreso, realizó un master en ornitología en la Universidad de Nancy. Cinco años después, vio por primera vez un raro mirlo Forbes (Curaeus forbesi ), conocido localmente como "anumará", en el bosque de Pedra Talhada en el estado de Alagoas, Brasil. Su tutor académico le advirtió de que el ave era un buen tema de estudio pero que el bosque en el que habitaba la especie desaparecería en nueve o diez años. La causa de esta extinción se debía a la tala de árboles  para permitir la cría de ganado y la siembra de caña de azúcar. A partir de ahí  Studer decidió salvar el bosque de la deforestación como primer paso, para después estudiar las aves que lo habitaban.

## Trayectoria
Su esfuerzo y activismo dio como resultado que 4.500 hectáreas del bosque Pedra Talhada fueran declaradas reserva federal. Para asegurar la biodiversidad, Studer plantó inicialmente más de 800 hectáreas de nuevos árboles, entre ellos se incluían especies autóctonas, además de involucrar a los niños de la zona en el proyecto. Para recaudar fondos, creó la Asociación Nordesta en Suiza, que también proporcionó financiación para nuevas escuelas en las aldeas locales y ayudó a desarrollar negocios para mejorar la economía local. La propia Studer se gana la vida trabajando como contable en Ginebra.
Sus iniciativas en Brasil fueron objeto del documental Mother Forest and the Street Children (1996).
Studer recibió un Premio Rolex a la Empresa en 1990 por su trabajo medioambiental.
Una especie de rana, Dendropsophus studerae, fue nombrada así en su honor, al igual que la especie de líquenes Astrothelium studerae.

## Actividades científicas y medioambientales
| Años)   | Actividad/Logro |
| ------- | --- |
| 2019    | Preparación para la plantación del árbol 6'500'000 en Brasil. |
| 1989/19 | Coordinación técnica de 15 investigaciones universitarias tropicales en las áreas de: Podología, Hidrología, Botánica, Mamíferos, Anfibios, Peces, Reptiles, Gasterópodos, Insectos, Aves. |
| 1980/19 | Estudios ecoetológicos de aves brasileñas: observación de campo y análisis de comportamiento para el establecimiento de estrategias de conservación.                                       |
| 2013    | Profesor Honorario de la Fundación Universitaria de Iguatama, FEVASF, MG Brasil |
| 2006/14 | Campaña de protección de aves rapaces y loros en la Amazonía. |
| 2004    | Inauguración del proyecto “Iluminación solar para 50 escuelas”, Estado de Maranhâo en Brasil.                                                                                              |
| 1994    | Investigador asociado del Museu Nacional, Río de Janeiro, Brasil |